# Josias Cornelis Rappard
Jhr. Josias Cornelis Rappard (Nijmegen, 24 april 1824 - Leiden, 17 mei 1898) was een Nederlands militair en schilder.
Hij was de zoon van Anthony (Antonij) Rappard (1785-1851) en Cornelia Arnolda Josina de Villeneuve (1792-1860). In 1851 trouwde hij in Batavia met Cornelia Nicolina Tromp (1831-1893), ze kregen 8 kinderen.
Rappard was kolonel bij de infanterie van het Koninklijk Nederlandsch-Indisch Leger. Hij heeft veel schilderijen en tekeningen gemaakt van het leven in Nederlands-Indië, het tegenwoordige Indonesië. Ook na zijn terugkeer naar Nederland, heeft hij, in Leiden, verder gewerkt aan schilderijen over "Indië". Rappard werd in 1874 in de adel verheven.

## Litho's naar aquarellen van Rappard
Het Koninklijk Instituut voor de Tropen te Amsterdam bezit een groot aantal litho's gemaakt in de jaren 1882-1889 naar de aquarellen van Rappard.

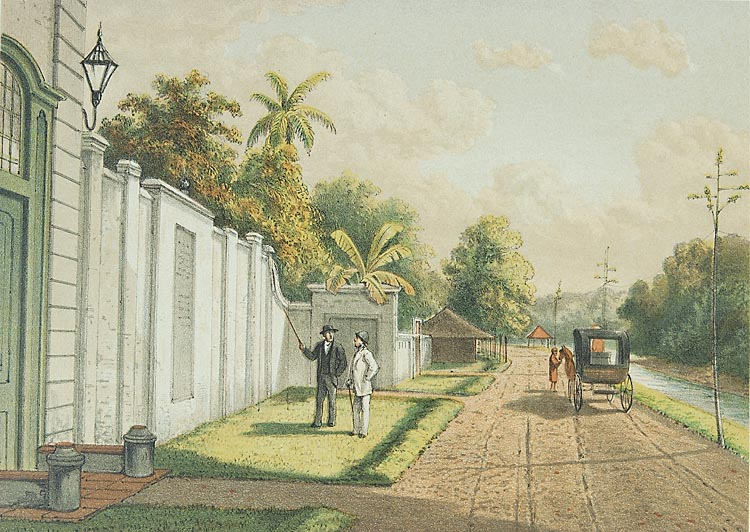
Gedenkteken Pieter Erberveld in Batavia (Jakarta)
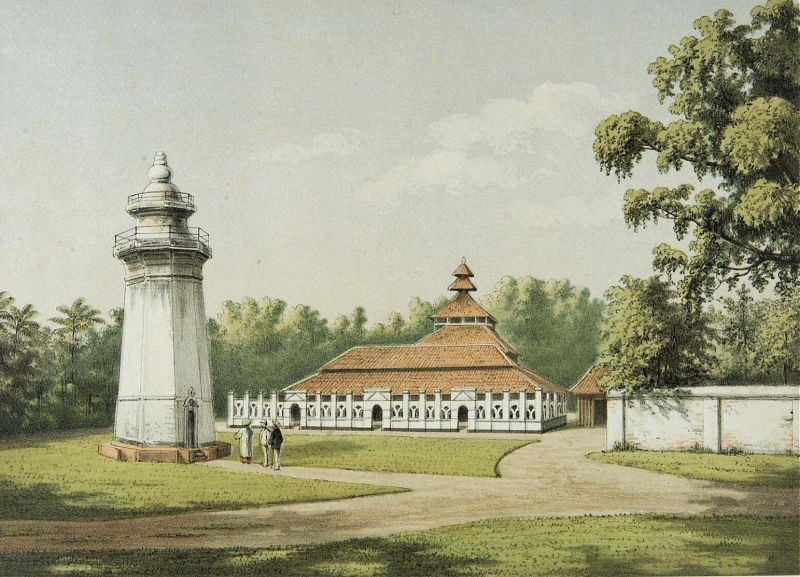
De grote moskee van Bantam
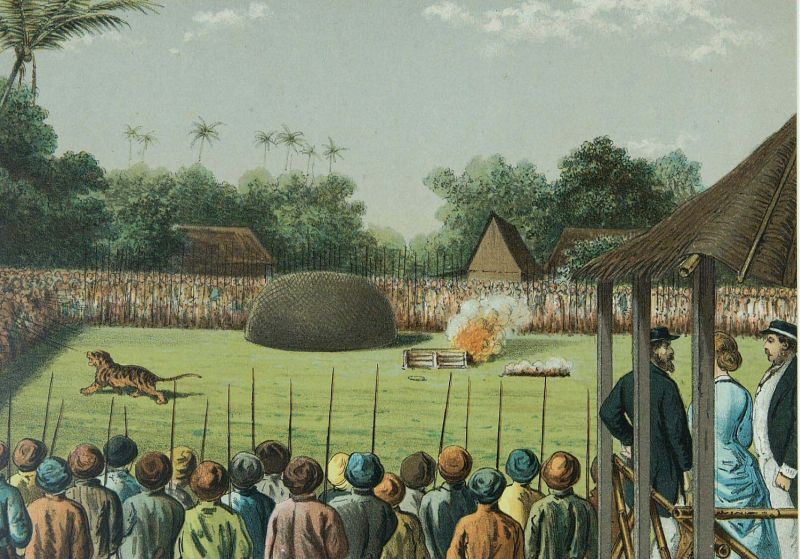
Tijgergevecht (rampokan), op Java
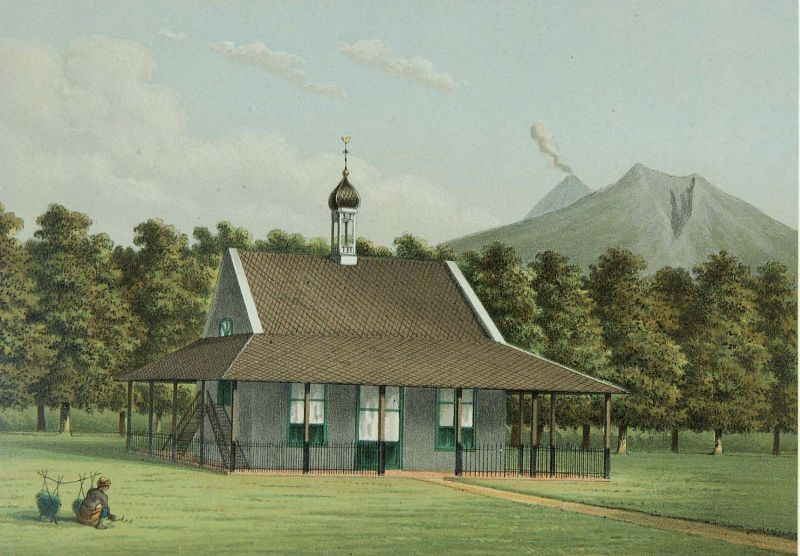
Een kerk in Salatiga, Midden-Java
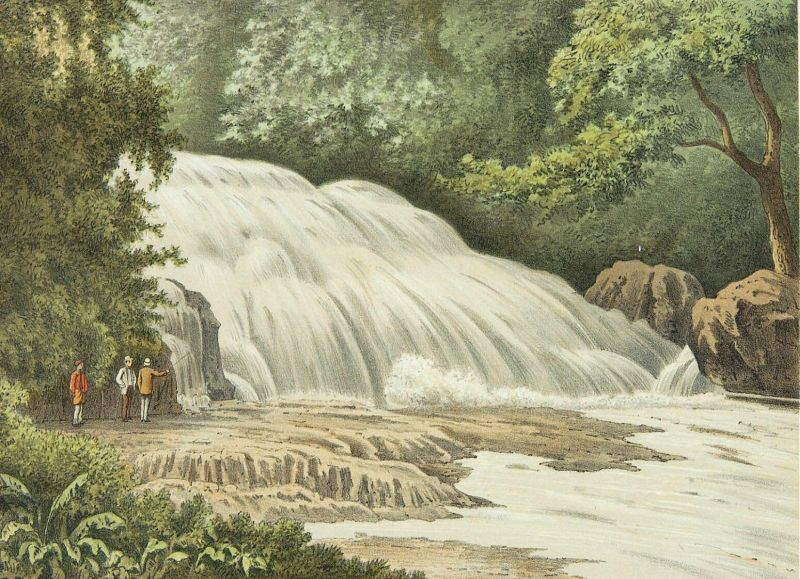
Een waterval, tegenwoordig in het Nationaal Park Bantimurung - Bulusaraung, Zuid-Celebes

- Biografisch Portaal: 15749437
- Gemeinsame Normdatei: 1018829156
- International Standard Name Identifier: 0000 0003 6460 2783
- Nederlandse Thesaurus van Auteursnamen: 074974033
- RKD-Nederlands Instituut voor Kunstgeschiedenis: 65639
- Virtual International Authority File: 229059520
- WorldCat: E39PBJqQCRd8vVxdyh4xVGKKh3